# Niegosławice (Lubusz)
Niegosławice (Duits: Waltersdorf) is een dorp in het Poolse woiwodschap Lubusz, in het district Żagański. De plaats maakt deel uit van de gemeente Niegosławice en telt 930 inwoners.

## Verkeer en vervoer
- Station Niegosławice

## Geboren
- Günter Blobel (1936-2018), Duits-Amerikaans bioloog en Nobelprijswinnaar (1999)